# Melpitz
Melpitz ist ein Ortsteil der Stadt Torgau im Landkreis Nordsachsen in Sachsen.

## Lage

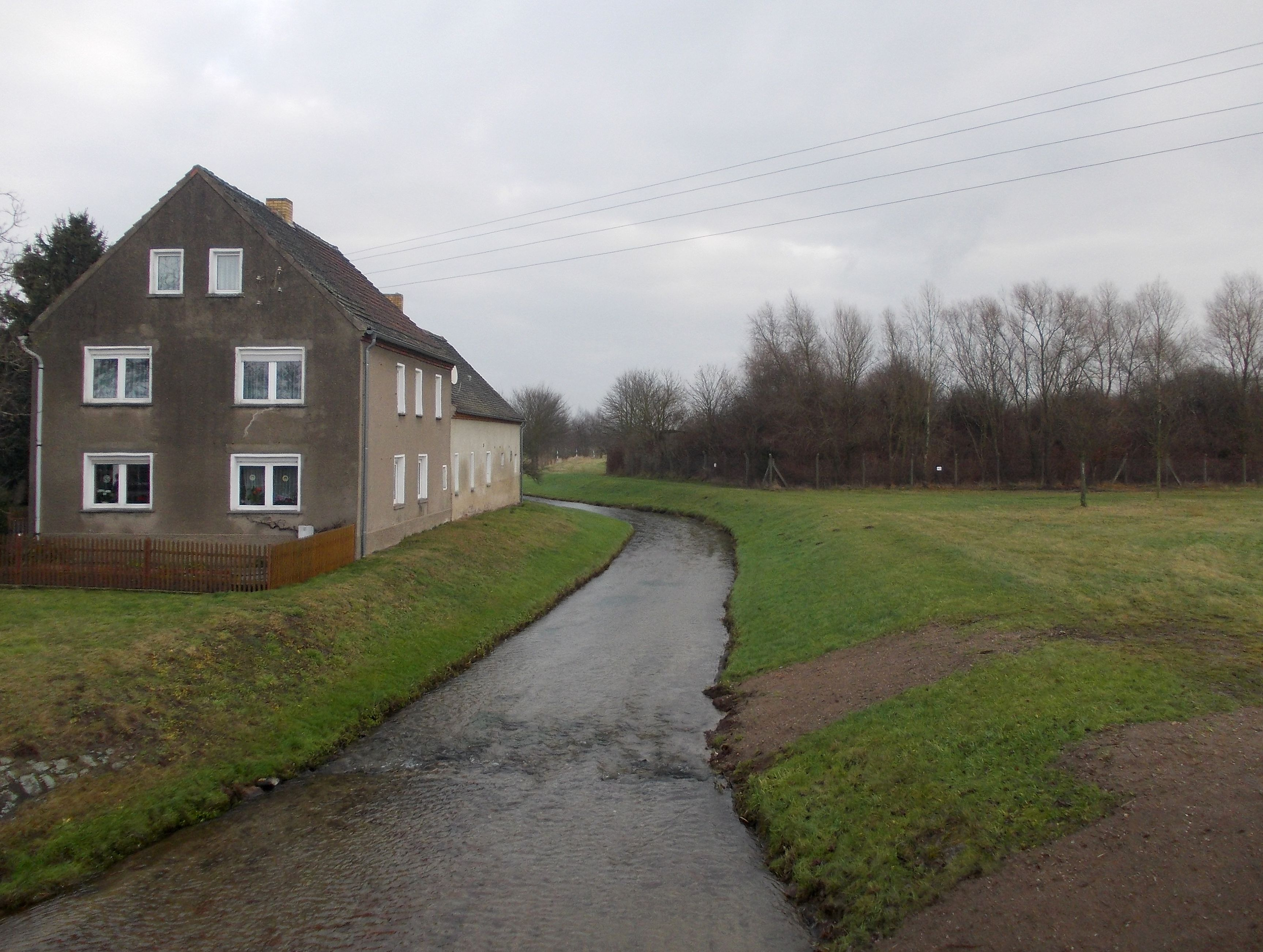
Der Schwarze Graben in Melpitz

Das Straßendorf Melpitz liegt südwestlich der Stadt Torgau am Schwarzen Graben. Seine Gemarkung grenzt nördlich an die Bahntrasse Halle-Cottbus und an die Bundesstraße 87. Weiter nördlich beginnt das Territorium der Dübener Heide und südlich das der Dahlener Heide.

## Geschichte
1251 nannte sich das Dorf Melpuz, dann folgten zeitlich versetzt einige Änderungen im Namen, bis es 1579 den jetzigen Namen schon getragen hat. Vor 1551 wohnten in der Gutsansiedlung 25 bis 33 Bewohner. 1818 waren 190, 1946 363 und 1990 218 Seelen im Dorf.
Die Behörden hatten ihren Sitz entsprechend der gesellschaftlichen Entwicklung stets in Torgau. Ab 1500 pfarrte die Kirchgemeinde nach Klitzschen. 1395 wurde die Ansiedlung als Herrensitz erstmals genannt. Ab 1437 bis 1510 war der Ort ein Rittergut mit einer Fläche von 481 Hektar (1895). 1994 wurde das Dorf nach Torgau eingemeindet.

## Wissenschaft
Bei Melpitz (51° 31′ 31,58″ N, 12° 55′ 39,94″ O) liegt die Forschungsstation Melpitz, eine regionale Hintergrund-Station, die vom Leibniz-Institut für Troposphärenforschung in Leipzig betrieben wird.